# Deathmetal

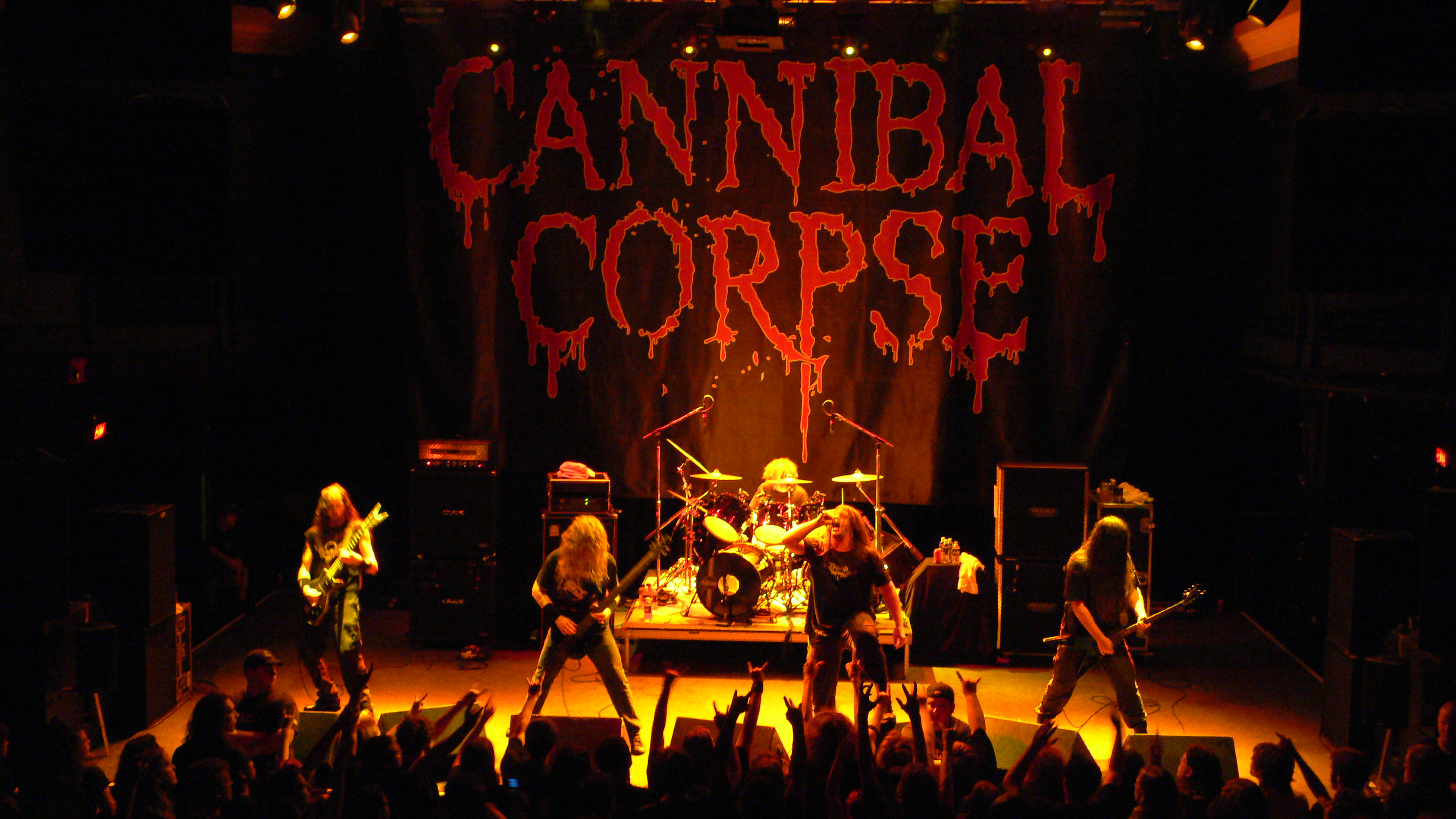
deathmetal-formatie Cannibal Corpse op 3 oktober 2007 in Washington

Deathmetal is een subgenre van heavy metal, dat in de jaren tachtig uit de thrashmetal (in Amerika) en uit de hardcore punk (in Zweden) is ontstaan. Het genre kent inmiddels weer vele afgeleiden, zoals melodieuze en technische varianten of vormen met invloeden vanuit andere muziekgenres.

## Kenmerken
Deathmetal is qua muziek te herkennen aan de afwisselende, maar voornamelijk hoge snelheid, het 'extreme' geluid van de gitaren en de diepe gegromde of geschreeuwde vocalen (ook wel grunts, growlings en screams genoemd). Veel deathmetalbands vallen ook op door hun virtuositeit, wat zich soms uit in ingewikkelde ritmewisselingen. Hoewel de muziek voor sommigen als een geluidsbrij kan overkomen, is deathmetal in veel gevallen een ingewikkelde muzieksoort om uit te voeren.
De doorsnee bandbezetting is gelijk aan die van de traditionele popband: drum, basgitaar, één of twee elektrische gitaren en zang. Het verschil zit in het gebruik van de instrumenten: het drumstel heeft vaak een dubbele bastrom of dubbele baspedaal waarmee de drummer blastbeats en andere ritmes op hoog tempo speelt. Een deathmetalgitarist speelt snelle overstuurde riffs met veel tremolo picking en veel vervorming van de versterker. Meestal worden de teksten zeer laag en bijna onverstaanbaar gebruld. Hoewel grunts en screams ook in andere metalgenres worden toegepast zijn deze ook typerend voor deathmetal.
De teksten zijn in veel gevallen provocerend. Horror, dood, pijn en satanisme zijn vanaf de begindagen veelgebruikte onderwerpen. Bands halen ook andere thema's aan, zoals maatschappijkritiek.
Choquerend zijn vaak de albumhoezen met afbeeldingen vol bloed, lijken, zombies, horror en geweld. Veel albumhoezen van het Amerikaanse Cannibal Corpse zijn verboden geweest in westerse landen als Duitsland en Australië, evenals sommige van hun liedteksten.
Zo kreeg het Zweedse Dismember een aanklacht met een proces in het Engelse gerechtshof voor de song "Skin Her Alive".
Moshpits, stagediven en headbangen zijn een veelvoorkomende verschijning bij concerten van deathmetalbands.

## Geschiedenis
De invloed van Venom en Slayer is wellicht het meest van belang voor het ontstaan van het genre - ondanks dat beide geen echte deathmetalbands zijn. Hoewel er bands uit de jaren zeventig bekend zijn in het genre, zoals Simple Ways To Vile The Body en Deathecution, kwam de doorbraak van Death, Possessed en Master, die alle rond 1983 zijn opgericht.
Om het beginpunt van het genre te markeren worden vaak het Death-album Scream Bloody Gore uit 1987 aangehaald als het eerste deathmetalalbum en het debuutalbum Seven Churches van Possessed uit 1985 vanwege een nummer met als titel 'deathmetal'. Ook lieten bands zich beïnvloeden door de Japanse deathrashband Casbah die in 1986 de single 'Russian Roulette' uitbracht met op de B-kant ook een nummer getiteld 'deathmetal'.
Bands die in de jaren negentig het genre tot volle wasdom lieten komen en een grote invloed hebben gehad zijn Carcass, Morbid Angel, Autopsy, Pestilence, Entombed, Obituary, Bolt Thrower en Death. Een band als My Dying Bride vermengde in haar beginjaren deathmetal met doommetal en was zo een pionier van de 'death/doom'.
Death bracht in 1991 het album Human uit. Van de eerste single (Lack Of Comprehension) werd de clip regelmatig vertoond op MTV. Hiermee werd de groep bekend in de mainstreamrockscene. Human was een van de weinige deathmetalalbums die in de Billboard Charts terechtkwam en het album kwam op nummer 82 in de top 100 beste gitaaralbums van het magazine Guitar World. In 2001 overlijdt Death-frontman en -gitarist Chuck Schuldiner op 34-jarige leeftijd. Hij gold als pionier van de deathmetal.
Ook ontstonden begin jaren negentig fusievormen met jazz en progrock met als toonaangevende bands Cynic en Atheist. In Europa was Zweden het meest vooraanstaand in het voortbrengen van deathmetalbands. Deze bands hadden een kenmerkend geluid. Deathmetal kent vele subgenres en aftakkingen. Zo zijn er combinaties met hardcore house en free jazz. Pain Killer combineert het spel van de Napalm Death-drummer met dat van eclectisch saxofonist en componist John Zorn, wat uitmondt in een vorm van deathmetal/grindcore. Het subgenre grindcore is een extremere vorm van deathmetal met als pioniers Napalm Death en Carcass. Carcass speelde in de jaren negentig een melodieuze deathmetal beïnvloed door klassieke hardrock en heavy metal. Er zijn overeenkomsten in geluid en invloeden met deathmetal, terwijl grindcore zich parallel aan de deathmetal ontwikkelde en eerder is beïnvloed door hardcore punk dan door thrashmetal. Bijvoorbeeld de teksten van Napalm Death zijn soms politiek.
Tegenwoordig is het genre iets populairder onder het grote publiek door invloeden uit andere stijlen. Zo mengt Children Of Bodom het genre met powermetal en Opeth met progressieve rock.

## Varianten
Binnen de deathmetal zijn er verschillende vormen ontstaan door toepassing van een bepaalde techniek of als crossover door vermenging met een andere muziekstijl. Zo zijn er onder meer blackened deathmetal, doomdeath, melodieuze deathmetal en technische deathmetal.

### Blackened deathmetal
Blackened deathmetal (ook aangeduid als 'death/blackmetal') is een crossover van extreme metal die ontleend is aan deathmetal en black metal. Deze vorm van deathmetal wordt veel gespeeld door Europese bands. Veel van zulke bands zijn begonnen als blackmetalbands en hebben na verloop van tijd deathmetalinvloeden in hun muziek verweven.
Blackened deathmetal wordt gekenmerkt door nummers met een hoog tempo en meerdere ritmewisselingen, vocale partijen met zowel grunts als screams en gitaarpartijen met zware vervorming (overdrive). Soms zijn er twee vocalisten waarbij de een de screams voor zijn rekening neemt en de ander de grunts.

#### Blackened-deathmetalbands

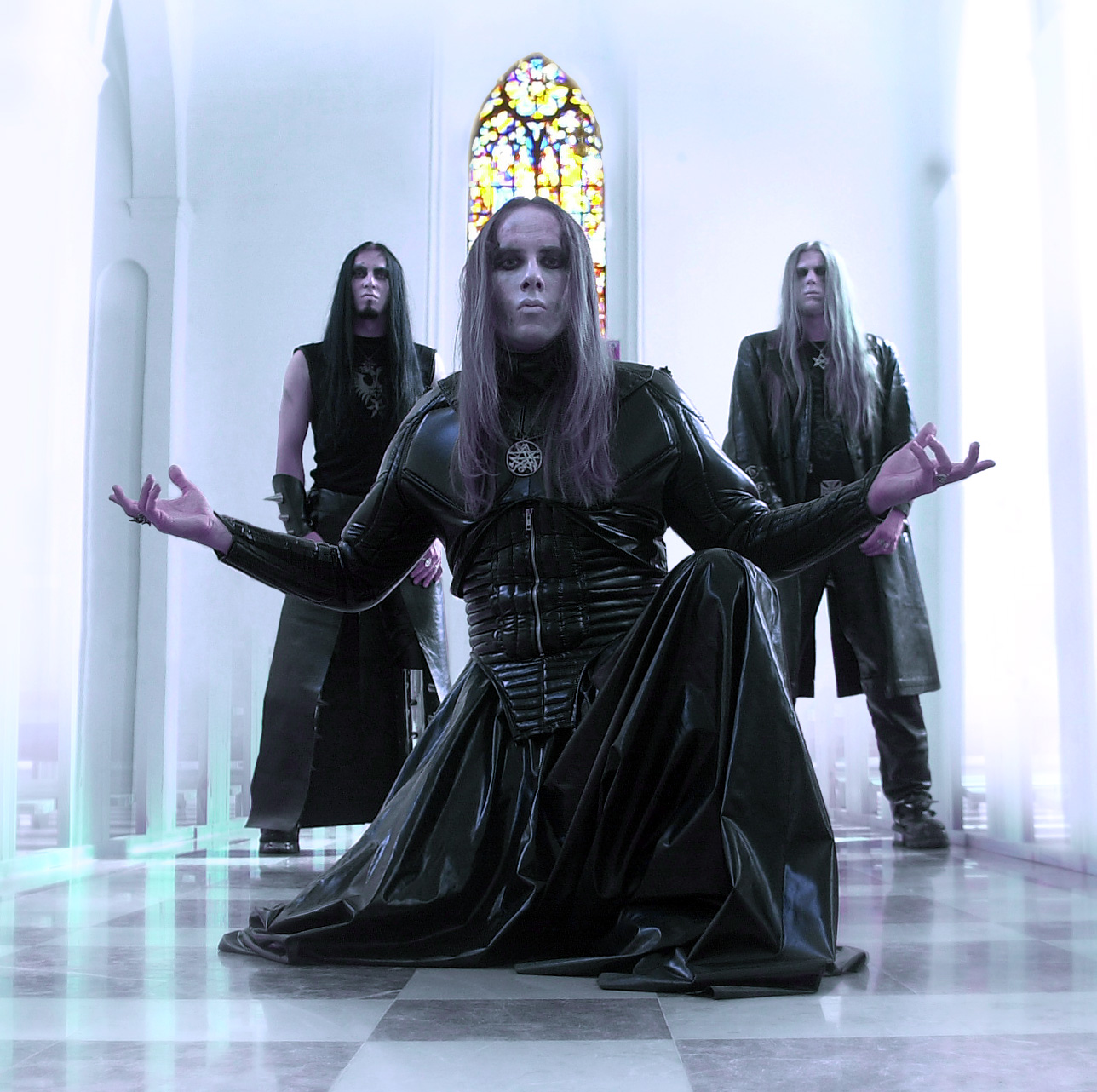
Behemoth

Enkele bands die (onder andere) blackened deathmetal spelen zijn:
| - Akercocke - Arminius - Azarath - Behemoth - Belphegor | - Dissection - Crionics - God Dethroned - Manticore - Melechesh | - Necrophobic - Vesania - Zyklon - Panzerchrist |

### Doomdeath
Doomdeath (soms ook deathdoom of gespeld met een schuine streep) is een crossover van doommetal en deathmetal.
Bands in het doomdeathgenre combineren het lage tempo en de atmosferische sfeer van doommetal met de zware vocalen en distortion van deathmetal. Teksten zijn over het algemeen pessimistisch van aard.
Toen deathmetal ontstond waren er al snel bands die dit mengden met doommetal. De Nederlandse bands Sempiternal Deathreign, Delirium en Asphyx speelden hierin een rol. In de jaren negentig werd het genre bekend door onder andere 'de grote drie' van de Britse death/doom-scene: Anathema, My Dying Bride en Paradise Lost.

### Progressieve deathmetal
Deze stijl is ontstaan in Zweden, met name de band Edge of Sanity. Deze band combineerde Zweedse deathmetal met elementen uit progressieve metal en rock, maar ook uit jazzfusion. Later ontwikkelde Opeth deze stijl verder door er meer jazz invloeden in te steken, maar ook elementen uit folk, klassieke muziek. Typisch zijn lange nummers, het gebruik van akoestische gitaar, zang en keyboards.

### Melodieuze deathmetal
Melodieuze deathmetal (melodic death metal, melodeath) is een genre dat ontstaan is in Göteborg, Zweden, daarom wordt het ook wel 'Göteborgmetal' of 'Gothenburg metal' genoemd. Deze stijl combineert de Zweedse stijl van deathmetal met de melodie van de New Wave of British Heavy Metal (NWOBHM). Typisch voor deze stijl is uiteraard de meer melodieuze muziek, maar ook het gebruik van zowel zang als 'growls'. Pioniers van deze stijl zijn de bands At The Gates, Dark Tranquillity en In Flames. Deze bands hebben rond 1995 3 albums uitgegeven, respectievelijk Slaughter Of The Soul, The Gallery en The Jester Race die het genre als het ware 'gedefinieerd' hebben.

### Technische deathmetal
Technische deathmetal is een subgenre van deathmetal waarbij men de nadruk legt op de muzikale en vooral technische complexiteit van de muziek. De muziek is vaak heel snel en er zitten heel veel 'shred' solo's in. Ook halen veel bands elementen uit jazzfusion of klassieke muziek, maar op een andere manier dan progressieve deathmetal. Aborted en Emeth zijn technische-deathmetalbands uit België die een belangrijke rol speelt in de hedendaagse technische deathmetal.

#### Technische-deathmetalbands
Enkele bands die (onder andere) de technische variant van deathmetal spelen zijn:
| - Anata - Atheist - Behemoth - Cryptopsy | - Cynic - Decapitated - Meshuggah - Nile |

### Zweedse deathmetal
Anders dan de Amerikaanse deathmetal is de Zweedse variant ontstaan uit de hardcore punk. Zweedse deathmetal verschilt voornamelijk in het geluid van de gitaren doordat men gebruikmaakt van droptuning en distortion of Fuzz-pedalen. Een ander kenmerk is het gebruik van D-beats. Dit drumpatroon, oorspronkelijk uit de hardcore punk, wordt vaak gebruikt in Zweedse deathmetal. Ook wordt er minder nadruk gelegd op snelheid en blast beats, maar meer op de 'groove' van de muziek. Pioniers van het genre zijn Dismember, Entombed en Grave. Andere hedendaagse bands die nog in deze stijl spelen zijn onder andere Bloodbath, Entrails en Paganizer.

## Deathmetalbands
Portaal · Categorie